# آقای اوسوماتسو
آقای اوسوماتسو (انگلیسی: Mr. Osomatsu) یک مجموعه تلویزیونی کمدی انیمه ژاپنی توسط پیرو (استودیو) است که بر اساس سریال مانگا فوجیو آکاتسوکا در سال ۱۹۶۲، اوسوماتسو-کون، ساخته شده‌است. این سریال که هشتادمین سالگرد تولد آکاتسوکا را جشن می‌گیرد، برادران ماتسونو شش قلویی از سری اصلی را در بزرگسالی دنبال می‌کند و در مقایسه با سریال اصلی دارای طنز بیشتر بزرگسال محور است.